# Эвлитин
Эвлити́н, иногда в написании эйлитин, ещё реже эулитин (нем. Eulytin от др.-греч. εΰλυτος, легкоплавкий, легко растворяющийся) или висмутовая обманка (устар.) — один из самых редких минералов в природе, по составу силикат висмута с идеальной формулой Bi4(SiO4)3 (или Bi4Si3O12). Минерал образует изометричные кристаллы кубической сингонии размером до 2 мм, опорной формой которых является тетраэдр или тристетраэдр. Среди разностей нередко встречаются также концентрические, волокнистые или сферические агрегаты очень эффектного внешнего вида, которые прежде назывались агриколитами.
Эвлитин представляет собой вторичный минерал, продукт окисления висмута и его соединений.:303

## История открытия и название
История открытия минерала сложна и запутана, поскольку в начале XIX века эвлитин был за несколько лет описан Августом Брейтхауптом, причём, трижды и под разными названиями. Впервые он описал агриколиты эвлитина под современным названием как сферические кристаллы с глянцевой поверхностью. Второе описание было дано под названием висмутовая обманка, в котором Брайтаупт заявил, что он знал об этом минерале в течение многих лет, но полагал, что это сфалерит. В 1817 году Брейтаупт сделал третье описание по новой минералогической системе Абраама Готтлоба Вернера под названием «мышьяковый висмут» (Arsenik-Wismuth) или мышьяк-висмут.
В частности, Брейтхаупт писал: «Благодаря мышьяк-висмуту в семействе висмута возник интересный новый <минеральный> вид, прежде неизвестный, который, по-видимому, является редким минералом. Он имеет следующие характеристики: тёмно-волосистый коричневый цвет, различные по форме <кристаллы> и сформированные небольшие шарики и полусферы. Снаружи матовый, иногда с белым налётом; внутри не очень блестящий — до сильно переливающегося, иногда с жирным блеском. Излом нечётко раковистый, расходится пучками и звёздочками <мелких трещин>, однако наталкивается и на плотные, неровные участки. Возможен <полный> разлом на осколки и клиновидные фрагменты; демонстрирует чёткое прикрепление к очень тонким и концентрическим, отдельным граням с изогнутой оболочкой <...>; мягкий, довольно хрупкий, его, вероятно, легко сломать, и он тяжёлый. <...> Мышьяк-висмут <Arsenik-Wismuth> по внешнему виду весьма похож на лучистую обманку <вюрцит>, но всегда сильно отличается от неё по цвету, мягкости и т. д.»
Приведённый отрывок представляет собой первое документированное описание эвлитина, причём, название этого минерала находилось в одной главе этой публикации, словно бы не имея никакого отношения к мышьяку-висмуту, а приведённый текст (с описанием прежде неизвестного «Arsenik-Wismuth») — в другой. Наконец, после небольшой паузы здравого размышления, Брайтаупт признал идентичность всех трёх описанных их минералов: эвлитина, висмутовой обманки и мышьяка-висмута.
Типовой образец эвлитина хранится в Горной академии, Фрайберг, Германия.

## Характеристика и свойства минерала

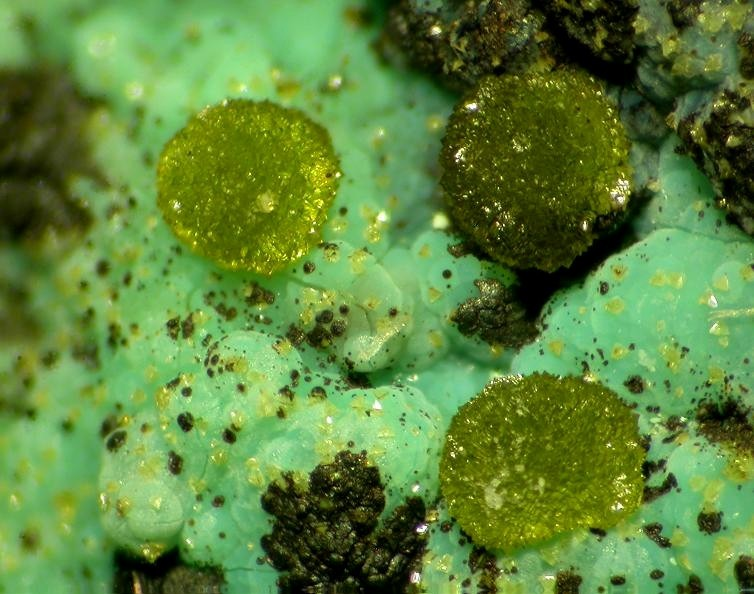
Сферы эвлитина на хризоколле

Чаще всего разности эвлитина малы по размеру, однако, они выделяются броским и эффектным внешним видом. Прозрачные или полупрозрачные кристаллы имеют красно-коричневый или зелёный цвет и не превышают несколько миллиметров в крайних точках. Кристаллы чаще представляют собой отдельные тетраэдры, нередко сложно модифицированные, однако встречаются и сферические разности, имеющие почти идеально шаровидную форму. Друзы кристаллов могут состоять из нескольких индивидов, полностью сросшиеся кристаллы иногда разделяются только выступающими вершинами тетраэдров, в редких случаях образуются почти гладкие проросшие друг в друга сферические скопления (так называемые агриколиты). Чаще эвлитин встречается в виде отдельных шаровидных агрегатов.
Отдельные разности встречаются как прозрачные, так полупрозрачные до полностью непрозрачных. Цвет также меняется в широком диапазоне оттенков: от тёмно-коричневого и зелёного до желтовато-серого, серовато-белого, соломенно-жёлтого и бесцветного; в тонких сколах от бесцветного до бледно-коричневого.
Блеск варьирует в широком диапазоне: от алзмазного до стеклянного, некоторые слабо прозрачные или непрозрачные разности имеют жирный или восковой блеск. Плеохроизм отсутствует. Реальная измеренная плотность от 6,1 до 6,6 г/см3, расчётная — 6,76 г/см3. Эвлитин обычно образует модифицированные тетраэдрические кристаллы с тристетраэдрическими формами (часто с доминирующим положительным тристетраэдром и подчинённым отрицательным тристетраэдром), часто с небольшими гранями куба между тетраэдрическими формами. Часто встречается двойникование по {001}.

## Условия образования
Эвлитин является одним из самых редких минералов в природе, что сильно затрудняло его исследование в XIX веке. В. Вернадский считал эвилитин одной из проблемных зон современной ему минералогии и относил к числу «землистых, мало изученных тел», дальнейшие видоизменения и дальнейший метаморфизм которых неизвестен. Как он считал, переход висмута в эвлитин требует дальнейшего изучения и подтверждения, а указание на него могло перейти во все минералогические каталоги исключительно благодаря описанию Брейтгаупта.:303
Эвлитин был обнаружен вместе с кварцем и самородным висмутом в Шнееберге и Иоганнгеоргенштадте (Германия). На Кавказе минерал встречается в альбитизированных пегматитах в виде тетраэдрических кристаллов и корочек вокруг зёрен тантала.

## Месторождения
Типовое месторождение эвлитина находится в Саксонии (Шнеберг, Йоханнгеоргенштадт); в Германии этот минерал позднее был обнаружен в Хёхстберге, неподалёку от Хаузаха и в рудниках Клара недалеко от Обервольфаха, Шварцвальд. В Румынии найден в Догнечи (ранее — Догначка). В Англии — месторождение недалеко от Ланливери, Корнуолл; а также в Саутвике, в окрестностях Далбитти, Киркубрайтшир (Шотландия). На территории Канады эвлитин известен в рудниках Эванс-Лу, недалеко от Уэйкелда, Квебек.
В России образцы эвлитина были найдены на месторождении Квартальное (Свердловская область, Асбестовский округ) и на рудопроявлении Сюигачан (Хабаровский край, Верхнебуреинский район).

## Применение
Кристаллы эвлитина используются в высокоточной технике для производства керамики оптического качества. Её получают путем прессования мелких природных или синтетических кристаллов. Уникальные свойства эвлитина позволяют применять его в качестве сцинтиллятора в физике высоких энергий, компьютерной томографии и дозиметрии. Однако редкость минерала и дефектность природных кристаллов превращала сырьё в крайне редкий дефицитный материал. Это стало поводом для проведения многочисленных работ по выращиванию искусственных кристаллов. Керамика, полученная из сырья, выращенного в лабораторных условиях, обладает лучшими сцинтилляционными характеристиками.
Сходным и одним из наиболее перспективных материалов для перечисленных целей является также монокристаллический ортогерманат висмута со структурой типа эвлитина. Однако, эвлитин обладает лучшими сцинтилляционными характеристиками по сравнению с ортогерманатом висмута. К примеру, по времени высвечивания (0,1 м.с.) эйлитин превосходит его троекратно. Вследствие сложности выращивания монокристаллов эвлитина из расплава высокой вязкости их получение представляет собой важную и перспективную технологическую задачу, над решением которой в 2010-е годы работали несколько научных коллективов.